# Даніель Філа
Даніель Філа (чеськ. Daniel Fila; нар. 21 серпня 2002, Брно) — чеський футболіст, нападник клубу «Славія» та молодіжної збірної Чехії. Виступав також за клуби «Збройовка», «Млада Болеслав» і «Тепліце».

## Клубна кар'єра
Даніель Філа народився 2002 року в місті Брно. Займався в юнацьких командах футбольних клубів «Збройовка» та «Лісен». 
У професійному футболі дебютував 2020 року виступами за команду «Збройовка», в якій грав до 2021 року, взявши участь у 21 матчі чемпіонату. У 2021—2022 роках Філа грав у складі команди «Млада Болеслав». 
У 2022 році футболіст перейшов до клубу «Славія», проте за півроку гравця віддали в оренду до клубу «Тепліце», де він швидко став одним із гравців основного складу команди. У 2024 році Філа повернувся до празької «Славії».

## Виступи за збірні
2019 року Даніель Філа дебютував у складі юнацької збірної Чехії, загалом на юнацькому рівні взяв участь у 2 іграх.
З 2021 року Філа грає у складі молодіжної збірної Чехії. На молодіжному рівні зіграв у 15 офіційних матчах, забив 4 голи. У складі молодіжної збірної брав участь у молодіжному чемпіонаті Європи 2023 року, на якому чеська молодіжка не зуміла вийти з групи.